# Eliseo Paolini
Eliseo Giorgio Paolini (ur. 6 marca 1947 w San Marino) – sanmaryński strzelec, olimpijczyk.
Dwukrotny uczestnik igrzysk olimpijskich (IO 1980, IO 1984). Podczas igrzysk w Moskwie zajął 31. miejsce wśród 33 strzelców w pistolecie dowolnym z 50 m, a w Los Angeles był 29. zawodnikiem turnieju w pistolecie szybkostrzelnym z 25 m (startowało 55 sportowców).
Uczestnik igrzysk małych państw Europy. Brał udział w zawodach w 1985 roku, jednak bez zdobyczy medalowych.

## Wyniki

### Igrzyska olimpijskie
| Igrzyska         | Konkurencja                   | Wynik                        | Miejsce | Źródło |
| ---------------- | ----------------------------- | ---------------------------- | ------- | ------ |
| Moskwa 1980      | Pistolet dowolny, 50 m        | 507 pkt. (87–81–89–90–84–76) | 31      | [ 1 ]  |
| Los Angeles 1984 | Pistolet szybkostrzelny, 25 m | 579 pkt. (292–287)           | 29      | [ 2 ]  |